# Роде, Хеннинг
Кнут Хеннинг Роде (швед. Knut Henning Rodhe, род. 15 февраля 1941 г., Уппсала) — шведский метеоролог и эколог, член Шведской королевской АН (1989) и Европейской академии (1998).
Лауреат Volvo Environment Prize (2015).

## Биография
Окончил Лундский университет в 1964 году со степенью бакалавра по математике, физике и метеорологии. Докторскую степень по метеорологии получил в Стокгольмском университете в 1972 году.
В 1969-1972 годах — сотрудник кафедры метеорологии Стокгольмского университета.
В 1972-1975 годах — старший преподаватель кенийского Университета Найроби.
С 1975 года — ассоциированный профессор метеорологии, в 1980—2008 гг. профессор химической метеорологии Стокгольмского университета, а в 2008—2013 гг. старший профессор кафедры метеорологии Стокгольмского университета, трижды возглавлял эту кафедру — в 1979-1981, 1988-1990 и в 1999 годах, ныне её эмерит-профессор химической метеорологии. Также в 1991-1996 годах — вице-декан, в 2000—2005 — декан факультета наук, и в 2003—2004 годах — вице-президент Стокгольмского университета.
В 1991—2009 — директор Международного метеорологического института в Стокгольме.
В 1997—2005 — председатель комитета окружающей среды Шведской королевской АН и в 2005—2009 гг. член её международного комитета.
Почётный член iCACGP.
Руководил двадцатью PhD-студентами и многими магистрами.
В 1986—2009 годах — член редколлегии J. of Atmospheric Chemistry.
Автор около 130 публикаций в рецензируемых журналах.
Отмечен Björkén prize (2004) Уппсальского университета и Золотой природоохранной медалью Шведской королевской АН (2008), а также лауреат Rossby prize Шведского геофизического общества (2010).